# James Shigeta
James Shigeta (Honolulu, 17 giugno 1929 – Los Angeles, 28 luglio 2014) è stato un attore statunitense di origine giapponese.

## Biografia
Shigeta morì nel sonno il 28 luglio 2014 all'età di 85 anni, a Beverly Hills.

## Filmografia parziale

### Cinema
- Il kimono scarlatto (The Crimson Kimono), regia di Samuel Fuller (1959)
- I draghi del West (Walk Like a Dragon), regia di James Clavell (1960)
- Tanoshimi, è bello amare (Cry for Happy), regia di George Marshall (1961)
- Ponte verso il sole (Bridge to the Sun), regia di Étienne Périer (1961)
- Fior di loto (Flower Drum Song), regia di Henry Koster (1961)
- 3 pistole contro Cesare, regia di Enzo Peri (1967)
- Paradiso hawaiano (Paradise, Hawaiian Style), regia di Michael D. Moore (1966)
- The Mystery of the Chinese Junk, regia di Larry Peerce (1967)
- Manila, Open City, regia di Eddie Romero (1968)
- In gamba… marinaio! (Nobody's Perfect), regia di Alan Rafkin (1968)
- Orizzonte perduto (Lost Horizon), regia di Charles Jarrott (1973)
- Yakuza (The Yakuza), regia di Sydney Pollack (1974)
- La battaglia di Midway (Midway), regia di Jack Smight (1976)
- Trappola di cristallo (Die Hard), regia di John McTiernan (1988)
- Sbarre d'acciaio (Cage), regia di Lang Elliott (1989)
- Ombre sulla Cina - China Cry (China Cry), regia di James F. Collier (1990)
- Sbarre d'acciaio 2 (Cage II), regia di Lang Elliott (1994)
- Rinnegato (Midnight Man), regia di John Weidner (1995)
- Space Marines, regia di John Weidner (1997)
- Drive - Prendetelo vivo (Drive), regia di Steve Wang (1997)
- Mulan, regia di Tony Bancroft e Barry Cook (1998) - Voce
- Brother, regia di Takeshi Kitano (2000)
- A Ribbon of Dreams, regia di Philip W. Chung (2002)
- The People I've Slept With, regia di Quentin Lee (2009)

### Televisione
- Fred Astaire (Alcoa Premiere) – serie TV, episodio 1x03 (1961)
- The Outer Limits – serie TV, 2 episodi (1963)
- The Lieutenant – serie TV, episodio 1x29 (1964)
- La legge di Burke (Burke's Law) – serie TV, episodio 1x25 (1964)
- Canto per un altro Natale (A Carol for Another Christmas), regia di Joseph L. Mankiewicz – film TV (1964)
- Ben Casey – serie TV, 3 episodi (1965)
- Le spie (I Spy) – serie TV, episodio 1x12 (1965)
- Operazione ladro (It Takes a Thief) – serie TV, episodio 1x09 (1968)
- Giovani avvocati (The Young Lawyers) – serie TV, episodio 1x00 (1969)
- Ironside – serie TV, 2 episodi (1969-1971)
- Ellery Queen – serie TV, episodio 1x16 (1976)
- Le strade di San Francisco (The Streets of San Francisco) – serie TV, episodi 5x01-5x02 (1976)
- La casa nella prateria (Little House on the Prairie) – serie TV, episodio 3x17 (1977)
- Love Boat (The Love Boat) – serie TV, 2 episodi (1984)
- Simon & Simon – serie TV, 3 episodi (1987)
- La signora in giallo (Murder, She Wrote) – serie TV, episodi 3x12-9x07 (1987-1992)
- SeaQuest - Odissea negli abissi (seaQuest DSV) – serie TV, episodi 1x13-1x19 (1994)

## Doppiatori italiani
Nelle versioni in italiano delle opere in cui ha recitato, James Shigeta è stato doppiato da:
- Giorgio Lopez in Trappola di cristallo, La signora in giallo (ep. 9x07)
- Nando Gazzolo ne Il kimono scarlatto
- Cesare Barbetti in Paradiso hawaiano
- Romano Malaspina ne La casa nella prateria
- Pino Locchi in Ellery Queen
- Mario Feliciani ne La battaglia di Midway
- Dario De Grassi ne La signora in giallo (ep. 3x12)
- Mario Erpichini in Ombre sulla Cina - China Cry
- Toni Orlandi in Brother

Da doppiatore è sostituito da:
- Stefano De Sando in Mulan